# Vrabec plavý
Vrabec plavý (Carpospiza brachydactyla) je malý pěvec z čeledi vrabcovití (Passeridae), jehož domovinou je Střední východ a Střední Asii. V Africe zasahuje jeho areál výskytu až do Etiopie. Je jediným zástupcem rodu Carpospiza a ornitologové nerozlišují žádné podřazené taxony.

## Taxonomie
Druh objevili Hemprich a Ehrenberg v Arábii a pojmenovali jej (bez popisu!) „Fringilla brachydactyla“ (jako pěnkavu). Bonaparte jej popsal v roce 1850 a zařadil do rodu Petronia Kaup, 1829. Toto pojmenování uznávají někteří autoři nadále, ačkoliv v roce 1854 jej oddělil von Müller do jím vytvořeného rodu Carpospiza.
Druh je monotypický. Poddruh Carpospiza brachydactyla psammochroa popsaný 1916 Reichenowem není akceptován.

## Popis

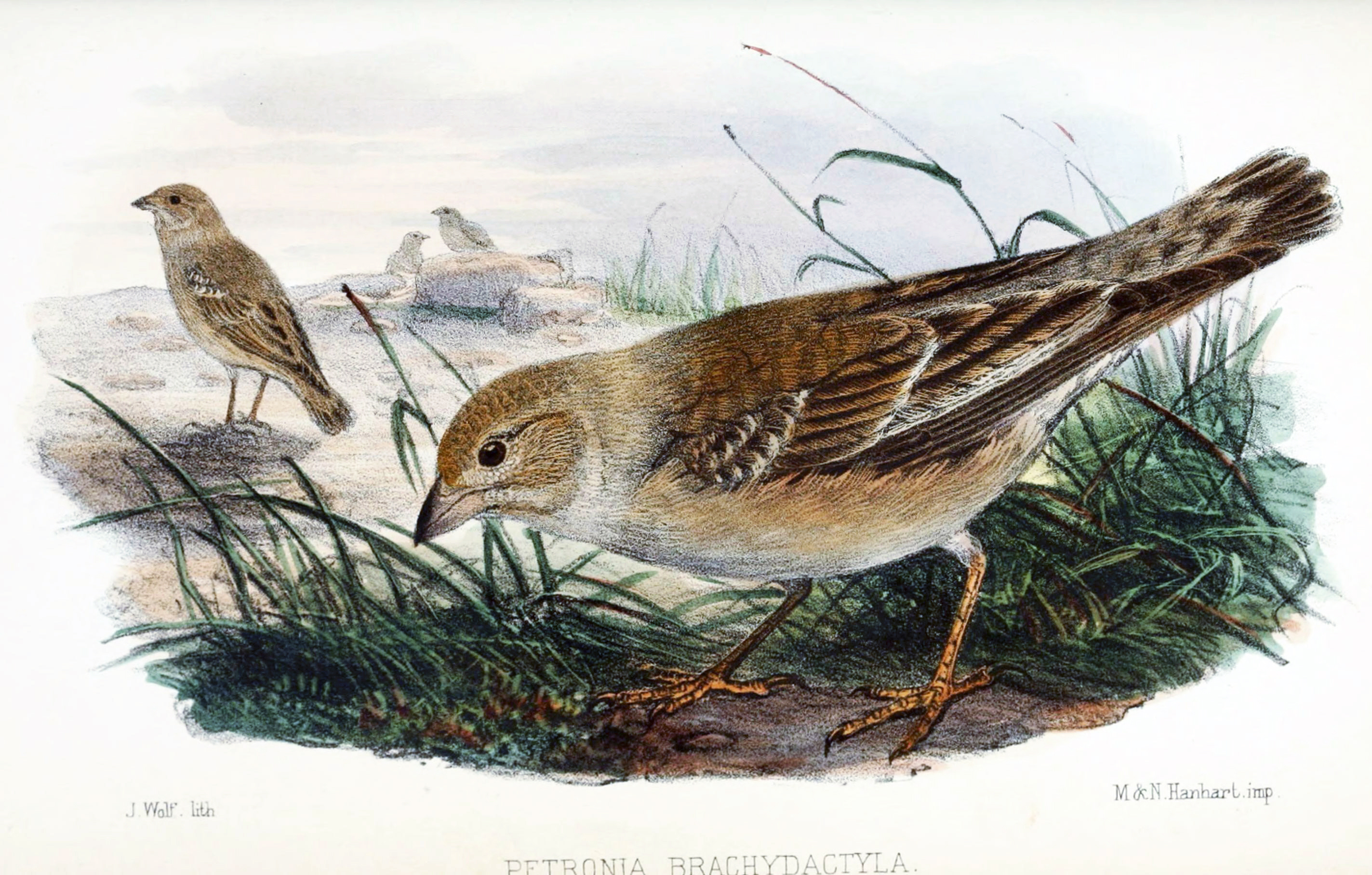
Vrabec plavý – ilustrace z roku 1868

Délka těla je 13,5–14,5 cm, tělesná hmotnost 21–25 g, rozpětí křídel 27–30 cm.
Zbarvením je vrabec plavý velmi nenápadný. Nevyskytuje se u něj pohlavní dimorfismus. Převládá u něho šedopískové zbarvení. Na první pohled připomíná samici vrabce domácího, ale nejvíce se mu zbarvením podobají samičky vrabce hnědorameného (Gymnoris xanthocollis), které jsou však menší.

## Ekologie
Hnízdí v suchých, často skalnatých oblastech s řídce křovinatou vegetací. Vytváří hnízda ve volných koloniích převážně v křovinách, ale také ve skalních štěrbinách a dírách v budovách. Hnízda jsou otevřená, objemná, polokulová z trnitých větviček a bylinných stvolů a jsou vystlaná rostlinným chmýřím a zvířecí srstí. Ve snůšce bývá 3–6 vajec. Na vejcích sedí výhradně samice, ale mláďata krmí oba rodiče. Velkou část hnízd však vyplení lišky a varani.
Potravu mimo dobu rozmnožování tvoří semena a zelené části rostlin a v době rozmnožování převládá hmyz, zejména kobylky. Hmyz často loví za letu.
Vrabec plavý je stěhovavý. Zimuje hlavně v západní Saúdské Arábii a severovýchodní Africe.